# Linia kolejowa nr 81
Linia kolejowa nr 81 Chełm – Włodawa – jednotorowa, niezelektryfikowana linia kolejowa w województwie lubelskim.
Linia została zbudowana w 1887 jako jednotorowa. Pierwotnie służyła celom wojskowym. Od 1902 roku posiadała dwa szerokie tory. Łączyła Kolej Nadwiślańską z twierdzą w Brześciu. W czasie I wojny światowej została przekuta na tor normalny. W okresie II Rzeczypospolitej zachowano jej strategiczny charakter i dodatkowo uruchomiono przewozy towarowe i pasażerskie. Kursowały nią dwa towosy dziennie – do Lublina i do Lubomla.
W 1939 lotnictwo niemieckie zbombardowało most kolejowy w Orchówku. Podczas okupacji ziem polskich przez III Rzeszę linia służyła do przewozu więźniów obozu zagłady SS-Sonderkommando Sobibor. W latach 1943–1944 wielokrotnie była miejscem ataków partyzantów na niemieckie transporty wojskowe. W 1944 jeden tor normalny linii został przekuty przez Armię Czerwoną na szeroki. Po II wojnie światowej ponownie normalnotorowa. Tor szeroki rozebrano.
3 kwietnia 2000 zawieszono ruch pasażerski na linii.
Od 2004 istnieje samorządowy plan rozbudowy linii i wykorzystania jej w przewozach międzynarodowych. Proponowana jest odbudowa toru szerokiego (do Chełma i Zawady) oraz mostu kolejowego na granicy Białorusi i Polski w Orchówku wraz z budową przejścia granicznego. Przedsięwzięcie wpisano do Strategii Współpracy Transgranicznej Województwa Lubelskiego, Obwodu Lwowskiego, Obwodu Wołyńskiego i Obwodu Brzeskiego na lata 2014–2020 oraz Planu Zagospodarowania Przestrzennego Województwa Lubelskiego. 
11 sierpnia 2012 reaktywowano na linii sezonowy ruch pasażerski. 26 czerwca 2015 roku na linii otwarto 3 nowe przystanki: Majdan Stuleński, Okuninka Białe i Ruda-Huta. W kosztach prowadzonego ruchu pasażerskiego partycypują samorządy lokalne, mając na względzie głównie zwiększenie atrakcyjności turystycznej regionu. 
11 grudnia 2016 roku obniżono prędkość szlakową dla pociągów pasażerskich i szynobusów z 60 do 40 km/h, co spowodowało wydłużenie czasu jazdy pociągów pasażerskich do niemal 80 min.
Linia łączy Chełm ze stacją Włodawa (położoną w Orchówku), położoną o ok. 4 km od centrum trzynastoipółtysięcznego miasta. Tor przecina tereny gmin Chełm, Ruda Huta, Wola Uhruska i Włodawa, jednak uruchamiane w sezonie letnim i jesiennym pociągi pasażerskie nie obsługują pierwszej z nich. Pociągi towarowe korzystają z trzech stacji (Ruda Opalin, Sobibór i Włodawa), na których ładowane jest drewno pozyskiwane z okolicznych lasów. 
Problemem w rozwoju regularnych połączeń pasażerskich, obok wysokich kosztów ich uruchomienia, jest spadająca liczba mieszkańców w stosunkowo niewielkich miejscowościach położonych wzdłuż linii kolejowej, rozwój transportu indywidualnego oraz upadek wielkich zakładów położonych w pobliżu stacji, do których pociągi mogłyby stanowić dogodny dojazd.
Linia kolejowa przecina kilka rezerwatów i obszarów Natura 2000. 